# 鹿児島郡
- 令制国一覧 > 西海道 > 薩摩国 > 鹿児島郡
- 日本 > 九州地方 > 鹿児島県 > 鹿児島郡

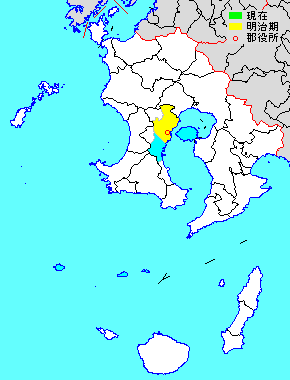
鹿児島県鹿児島郡の位置（水色：後に他郡から編入した区域）

鹿児島郡（かごしまぐん）は、鹿児島県（薩摩国）の郡。
人口1,103人、面積132.54km²、人口密度8.32人/km²。（2025年2月1日、推計人口）
以下の2村を含む。
- 三島村（みしまむら）
- 十島村（としまむら）

## 郡域
1879年（明治12年）に行政区画として発足した当時の郡域は、鹿児島市の大部分（花尾町、東俣町、川田町、油須木町、郡山町、西俣町、石谷町、五ケ別府町、星ケ峯、山田町、桜ケ丘一 - 六丁目、小原町、東谷山、小松原、東開町より南西および桜島を除く）にあたる。
ただし、現在の鹿児島市西佐多町・東佐多町・本城町・本名町・宮之浦町・牟礼岡に相当する部分は、戦国時代まで大隅国に属していた。

## 歴史
古くは麑嶋とも表記された。江戸期の鹿児島郡域は薩摩藩の直轄領であり、鹿児島城下及び近在には外城（後の郷）は置かれなかったが、吉田郷のみが外城として設置されていた。

### 近世以降の沿革
- 明治初年時点では全域が薩摩鹿児島藩領であった。天保郷帳及び「旧高旧領取調帳」に記載されている明治初年時点での村は以下の通り[注釈 3]。全域が現・鹿児島市。（28村）
  - 近在 - 吉野村、坂元村、川上村、花棚村、岡之原村、花野村、上伊敷村、下伊敷村、小山田村、比志島村、小野村、犬迫村、永吉村、原良村、草牟田村、中村、郡元村、西別府村、武村、田上村、荒田村、西田村、塩屋村
  - 吉田郷 - 東佐多浦村、西佐多浦村、本城村、宮之浦村、本名村
- 明治初年 - 比志島村の一部が分立して皆房村となる。（29村）
- 明治4年（1871年） - 谿山郡宇宿村（谷山郷）の所属が鹿児島郡に変更され、鹿児島近在に所属。（30村）
- 明治4年（1871年） - 花棚村が川上村に、花野村が岡之原村に、草牟田村が下伊敷村に、原良村が永吉村にそれぞれ合併。（26村）
- 明治4年7月14日（1871年8月29日） - 廃藩置県により鹿児島県の管轄となる。
- 明治12年（1879年）
  - 2月17日 - 郡区町村編制法の鹿児島県での施行により、行政区画としての鹿児島郡が発足。「鹿児島郡役所」が鹿児島城下山之口馬場町に設置され、谿山郡・熊毛郡・馭謨郡とともに管轄。
  - 荒田村の一部が分立して下荒田町となる。（1町26村）
- 明治14年（1881年） - 坂元村の一部が分立して下田村となる。（1町27村）

### 町村制以降の沿革
- 明治22年（1889年）4月1日

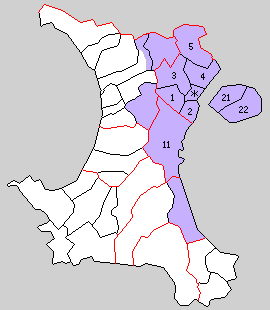
1.西武田村 2.中郡宇村 3.伊敷村 4.吉野村 5.吉田村 11.谷山村 21.西桜島村 22.東桜島村（紫：鹿児島市 ＊：発足時の鹿児島市）

  - 市制の施行により、旧鹿児島城下46町[注釈 4]・下荒田町・荒田村・西田村・塩屋村の区域をもって鹿児島市が発足し、郡より離脱。
  - 町村制の施行により、残部に以下の各村が発足。（5村）
    - 西武田村 ← 西別府村、武村、田上村
    - 中郡宇村 ← 中村、郡元村、宇宿村
    - 伊敷村 ← 上伊敷村、下伊敷村、犬迫村、小野村、永吉村、小山田村、比志島村、皆房村
    - 吉野村 ← 吉野村、坂元村、下田村、川上村、岡之原村
    - 吉田村 ← 東佐多浦村、西佐多浦村、本城村、宮之浦村、本名村
- 明治30年（1897年）4月1日 - 郡制施行のため、「鹿児島郡役所」が管轄する鹿児島郡・谿山郡・北大隅郡の区域をもって、改めて鹿児島郡が発足[1]。以下の町村が所属。（8村）
  - 旧・谿山郡 - 谷山村
  - 旧・北大隅郡 - 西桜島村、東桜島村
- 明治31年（1897年）4月1日 - 郡制を施行。
- 明治44年（1911年）9月30日 - 伊敷村大字下伊敷の一部（旧草牟田村域）及び西武田村大字武（本体の大部分及び現在の高麗町や天保山町の一部にあたる飛地部分）を鹿児島市に編入し、鹿児島市大字荒田の一部を西武田村大字田上に編入。
- 大正9年（1920年）10月1日 - 伊敷村大字永吉及び大字下伊敷の一部（字紙屋谷）が鹿児島市に編入。
- 大正12年（1923年）4月1日 - 郡会が廃止。郡役所は存続。
- 大正13年（1924年）9月1日 - 谷山村が町制施行して谷山町となる。（1町7村）
- 大正15年（1926年）7月1日 - 郡役所が廃止。以降は地域区分名称となる。
- 昭和9年（1934年）8月1日 - 西武田村・中郡宇村・吉野村が鹿児島市に編入。（1町4村）
- 昭和25年（1950年）10月1日 - 伊敷村・東桜島村が鹿児島市に編入。（1町2村）
- 昭和33年（1958年）10月1日 - 谷山町が市制施行して谷山市となり、郡より離脱。（2村）
- 昭和47年（1972年）11月1日 - 吉田村が町制施行して吉田町となる。（1町1村）
- 昭和48年（1973年）
  - 4月1日 - 大島郡三島村・十島村の所属が鹿児島郡に変更。（1町3村）
  - 5月1日 - 西桜島村が町制施行・改称して桜島町となる。（2町2村）
- 平成16年（2004年）11月1日 - 吉田町・桜島町が鹿児島市に編入。（2村）

### 変遷表
| 明治22年4月1日    | 明治22年 - 明治45年          | 大正元年 - 昭和19年        | 昭和20年 - 昭和39年            | 昭和40年 - 昭和63年         | 平成元年 - 現在                | 現在     |
| ----------------- | ---------------------------- | -------------------------- | ------------------------------ | --------------------------- | ------------------------------ | -------- |
| 吉田村            | 吉田村                       | 吉田村                     | 吉田村                         | 昭和47年11月1日 町制 吉田町 | 平成16年11月1日 鹿児島市に編入 | 鹿児島市 |
| 北大隅郡 西桜島村 | 明治30年4月1日 鹿児島郡      | 西桜島村                   | 西桜島村                       | 昭和48年5月1日 町制 桜島町  | 平成16年11月1日 鹿児島市に編入 | 鹿児島市 |
| 北大隅郡 東桜島村 | 明治30年4月1日 鹿児島郡      | 東桜島村                   | 昭和25年10月1日 鹿児島市に編入 | 昭和42年4月29日 鹿児島市    | 鹿児島市                       | 鹿児島市 |
| 伊敷村            | 伊敷村                       | 伊敷村                     | 昭和25年10月1日 鹿児島市に編入 | 昭和42年4月29日 鹿児島市    | 鹿児島市                       | 鹿児島市 |
| 鹿児島市          | 鹿児島市                     | 鹿児島市                   | 鹿児島市                       | 昭和42年4月29日 鹿児島市    | 鹿児島市                       | 鹿児島市 |
| 吉野村            | 吉野村                       | 鹿児島市                   | 昭和9年8月1日 鹿児島市に編入   | 昭和42年4月29日 鹿児島市    | 鹿児島市                       | 鹿児島市 |
| 西武田村          | 西武田村                     | 鹿児島市                   | 昭和9年8月1日 鹿児島市に編入   | 昭和42年4月29日 鹿児島市    | 鹿児島市                       | 鹿児島市 |
| 中郡宇村          | 中郡宇村                     | 鹿児島市                   | 昭和9年8月1日 鹿児島市に編入   | 昭和42年4月29日 鹿児島市    | 鹿児島市                       | 鹿児島市 |
| 谿山郡 谷山村     | 明治30年4月1日 鹿児島郡      | 大正13年9月1日 町制 谷山町 | 昭和33年10月1日 市制 谷山市    | 昭和42年4月29日 鹿児島市    | 鹿児島市                       | 鹿児島市 |
| （町村制未施行）  | 明治41年4月1日 大島郡 十島村 | 大島郡 十島村              | 昭和27年2月10日 大島郡 十島村  | 昭和48年4月1日 鹿児島郡     | 十島村                         | 十島村   |
| （町村制未施行）  | 明治41年4月1日 大島郡 十島村 | 大島郡 十島村              | 昭和27年2月10日 大島郡 三島村  | 昭和48年4月1日 鹿児島郡     | 三島村                         | 三島村   |